# Amantes
 (срп. Љубавници) венецуеланска је теленовела, продукцијске куће RCTV, снимана 2005.

## Синопсис
Осамнаестогодишња Исабел Сермјенто заљубљује се у две године старијег Камила Риверу, и безусловно му се предаје, не знајући да безкрупулозни земљопоседник Саул Бехарано већ одлучио оженити се њоме. Претећи њеном оцу да ће га послати у затвор уколико му не да руку своје кћери, те да ће његову породицу довести до руба егзистенције, Исабел је приморана да жртвује своју љубав према Камилу и удаје се за Саула. Неколико дана пре венчања, девојка открива да очекује Камилово дете, а прве брачне ноћи пијани Бехарано жели је имати по сваку цену. Међутим, пре него што успе било шта, пада у дубок сан. Недуго затим, док покушава укротити бика, животиња му повређује гениталије, због чега зли тиранин не може имати децу. Не знајући шта се догодило, Камило напушта село, убеђен да је изгубио вољену Исабел. Шест година касније, враћа се како би продао очеву хацијенду - дипломирао је медицину и преживео је Први светски рат.
Сада је ожењен Ериком Хофман, која одлучује да остане у престоници, док он заврши посао у родном месту. Међутим када Камило поново сретне Исабел, схвата да је још воли истим жаром као некада. Упркос томе што су обоје у браку упустиће се у страсну романсу, ризикујући да буду изложени осуди уколико се икада открије да су љубавници.

## Улоге
| Глумац:               | Улога:             |
| --------------------- | ------------------ |
| Шантал Бодо           | Исабел Сермјенто   |
| Хуан Карлос Аларкон   | Камило Ривера      |
| Аролдо Бетанкурт      | Саул Бехарано      |
| Вероника Шнејдер      | Ерика Хофман       |
| Хеан Карлос Симанкас  | Умберто Ривера     |
| Карлота Соса          | Еухенија Сермјенто |
| Густаво Родригес      | Вирхиљо Сермјенто  |
| Дад Дагер             | Леонор Ривера      |
| Иван Тамајо           | Консенисо Мендибле |
| Јелена Масијел        | Тереса Ривера      |
| Самуел Гонзалес       | Гуделио Гомес      |
| Едуардо Ортега        | Винсент де Боер    |
| Херардо Сото          | Брандон Грифт      |
| Канди Монтесинос      | Отилија Баријентос |
| Рејналдо Саварс       | Алирио Бехарано    |
| Педро Дуран           | Исмаел Гомес       |
| Есперанса Маргаз      | Матеа              |
| Ана Кастел            | Аравака            |
| Емерсон Рондон        | Лукас              |
| Карлос Фелипе Алварес | Франсиско          |